# Stanislav Zacharov
Stanislav Vladimirovič Zacharov (in russo Станислав Владимирович Захаров?; Odincovo, 31 agosto 1981) è un ex pattinatore artistico su ghiaccio russo.
Ha vinto nel 2002 i campionati mondiali junior di pattinaggio di figura in coppia con Elena Rjabčuk. È alto 177 cm. Il suo allenatore è Vladimir Zacharov ed il suo club e il CSK Mosca.

## Risultati

### Con Riabchuk
| Results                   | Results        | Results        | Results        | Results        |
| Internazionali            | Internazionali | Internazionali | Internazionali | Internazionali |
| Evento                    | 1999–00        | 2000–01        | 2001–02        | 2002–03        |
| ------------------------- | -------------- | -------------- | -------------- | -------------- |
| Campionati mondiali       | 6°             | 8°             | 1°             |                |
| JGP Repubblica Ceca       | 4°             |                |                |                |
| JGP Francia               |                |                |                | 2°             |
| JGP Italia                |                |                |                | 6°             |
| Nazionali                 |                |                |                |                |
| Campionati russi          |                |                | 6°             |                |
| Campionati russi juniores | 1°             | 2°             | 1°             |                |
| JGP = Junior Grand Prix   |                |                |                |                |

### Con Potanina
| Risultati        | Risultati |
| Nazionali        | Nazionali |
| Evento           | 2004      |
| ---------------- | --------- |
| Campionati russi | 7°        |